# Kvinnliga skogliga doktorer
Det var först 1988 som en kvinna avlade skoglig doktorsexamen, SkogD. Fram till och med år 2023 hade 80 kvinnor avlagt skoglig doktorsexamen. 
Historiskt har akademin varit en plats av och för män och den första kvinnliga studenten antogs 1872 . Jägmästarutbildningen var länge enbart för män eftersom det krävdes fullgjord värnplikt för att bli antagen. Den första kvinnliga jägmästaren Cecilia Forsberg (f. Lövgren) utexaminerades 1962, efter att hon sökt och beviljats dispens från värnpliktskravet. Värnpliktskravet för att bli jägmästare slopades 1969 och de tre första kvinnorna antogs (utan dispens) till jägmästarutbildningen. Den första kvinnliga skogliga doktorn Åsa Tham, examinerades 1988. Två av de kvinnliga skogliga doktorerna är professorer, Annika Nordin och Karin Öhman.

## Kvinnor med skoglig doktorsexamen, fram till och med 2023
- Åsa Tham 1988[3]
- Gun Lidestav 1994[6]
- Laura A Grace 1994[7]

- Fredrika von Sydow 1995[8]

- Kerstin Jonsson 1995[9]

- Hillevi Eriksson 1996[10]

- Ann-Britt Edfast 1997[11]

- Ann Dolling 1997[12]

- Kicki Johansson 1997[13]

- Anna Norén 1997[14]

- Malin Bendz Hellgren 1997[15]

- Agnetha Alriksson 1998[16]

- Annika Nordin 1998[17]

- Gunilla Oleskog Carlsson 1999[18]

- Eva Stattin 1999[19]

- Agneta H Plamboeck 1999[20]

- Lotta Woxblom 1999[21]

- Berit Bergström 2000[22]

- Gisela Björse 2000[23]

- Ylva Lundell 2000[24]

- Maarit Kalela Brundin 1999[25]

- Anna Ringvall 2000[26]

- Tong Yun Shen 2000[27]

- Lisa Hörnsten 2000[28]

- Yuehua von Fircks 2001[29]

- Gisela Norberg 2001[30]

- Maria Ribeiro 2001[31]

- Thuy Olsson Sandberg 2001[32]

- Anna-Lena Axelsson 2001[33]

- Karin Öhman 2001[34]

- Isabelle Duschsne 2001[35]

- Nagwa Salih 2001[36]

- Dianne Staal Wästerlund 2001[37]

- Kristina Nilson 2001[38]

- Monika Strömgren 2001[39]

- Marie Emanuelsson 2001[40]

- Christina Lundgren 2004[41]

- Maria Jonsson 2004[42]

- Karin Vestlund 2005[43]

- Lena Ståhl 2005[44]

- Karin Fällman 2006[45]

- Helena Dehlin 2006[46]

- Erika Olofsson 2006[47]

- Caroline Rothpfeffer 2007[48]

- Lisa Holmgren 2008[49]

- Hanna Staland (f. Karlsson) 2008[50]

- Åsa Forsum 2008[51]

- Kristina Wallertz 2009[52]

- Sofia Backeus 2010[53]

- Efrem Garedew 2010[54]

- Oriana Pfister 2010[55]

- Maria Birkedal 2010[56]

- Charlotta Erefur 2010[57]

- Eva-Maria Nordström 2010[58]

- Chatherine Dembele 2011[59]

- Malin Nilsson 2013[60]

- Anu Korosuo 2013[61]

- Linda Gruffman 2013[62]

- Anna-Maria Rautio 2014[63]

- Emma Holmström 2015[64]

- Hanna Millberg 2016[65]

- Babs Stuiver 2016[66]

- Rebecka McCarthy 2016[67]

- Anna Filushkina 2016[68]

- Sofia Bäcklund 2016[69]

- Nataliya Stryamets 2016[70]

- Ewa Zin 2016[71]

- Cornelia Roberge 2017[72]

- Julia Carlsson 2017[73]

- Ida Wallin 2017[74]

- Johanna Carlsson 2018[75]
- Klara Joelsson 2018[76]
- Johanna Gårdebrink 2019
- Ainhoa Calleja Rodriguez 2019[77]
- Emma Sandell Festin 2020[78]
- Yayuan Chen 2022[79]
- Felicia Dahlgren Lidman 2022[80]
- Delphine Lariviere 2023[81]
- Malin Johansson 2023[82]
- Isabella Hallberg Sramek 2023[83]